# Ме-ме-мечета
„Ме-ме-мечета“ (на руски: Ми-ми-мишки) е руски анимационен сериал, създаден от анимационното студио „Паровоз“. Излъчва се от 21 март 2015 г. като част от проекта Карикатура в киното, по-късно по телевизионните канали Карикатура, Карусел, Русия-Култура (като част от вечерната детска телевизионна програма „Лека нощ, деца!“), от декември 2016 г. до юни 2019 г. по телевизионния канал Русия 1. От 2016 г. са пуснати 6 мобилни игри и приложения, базирани на поредицата. През 2018 г. правата за показване на първия сезон на анимационния сериал „Ме-ме-мечета“ са закупени от „Нетфликс“. През 2020 г. всички епизоди на анимационния сериал са добавени към медийната платформа „Гледаме“.

## Сюжет
„Ме-ме-мечета“ разказва за приключенията на кафявото мече Кеша, бялото мече Тучка, пилето Ципа, тяхната приятелка Лисичка, енотите Саня и Соня и къртицата Валя. От всяка серия можете да научите нещо ново: как да се грижите за околната среда и какво да правите, ако оборудването се повреди.
В първия и втория сезон Тучка и Кеша често се състезават помежду си, когато решават проблеми, и измислят свои собствени решения. Тучка разчита на силите на природата, а Кеша разчита на своите изобретения.
В четвърти сезон в епизод 99 „Контакт“ Кеша, Тучка, Лисичка и Ципа се срещат с миещите мечки Саня и Соня. В епизод 100 „Музей“ те срещат къртицата Валя.

## Герои
- Кеша е кафява мечка. Вечният чаровник, подвижен, интересен, нахален и нетърпелив. Той е изобретател, обича джаджи, може да създаде устройство с всякаква сложност - от „напомняне“ до портал към паралелна реалност. Невинният е неспокоен, страстен характер и поради това той може да си навлече неприятности или да ги причини на другите.
- Тучка е полярна мечка. Спокоен и уравновесен, търпелив и деликатен характер. Обича природата и като цяло съзерцава. Той е шаман, притежава шаманска тамбура, с която преговаря със силите на природата. Мъдър, знае много истории и често прибягва до спомени: „Но ето ни на север...“.
- Ципа е пиле, което е нещо средно между котка, куче и птица и действа като домашен любимец. Живее в Кеш и е най-добър приятел с него и Хмарка. Първа поява - 3-та серия „Фотолов“.
- Лисичка е мило, спокойно, грижовно момиче. Обича да готви компот, да пече пайове и да почерпи приятели. Той много иска да участва в лудориите и приключенията на мечките. Лисицата е по-млада от мечките, но в много отношения по-мъдра от тях. Тя интуитивно стига до правилното решение, но изразява мнението си много деликатно и любезно. Първа поява - епизод 11 „Глобално затопляне“.
- Саня и Соня са миещи мечки, дошли от друга гора. Егоисти и хитреци, които обичат да получават всичко за сметка на другите. Саня е кавгаджийка и неспокойна. Той носи със себе си прашка. Прави дребни шеги, но с цел не да навреди, а само да се забавлява или да привлече внимание. Когато е заловен на местопрестъплението, той се извива колкото може и се разкайва, но скоро отново е приет за даденост. Соня обича да е център на вниманието и е доста горда. Той обича да спортува и се сприятелява с Лисичка за своя полза. Първа поява - 99 серия „Контакт“.
- Валя е къртица, мила и интелигентна, безразлична. Донякъде несигурен. Увлича се по археология. Движи се под земята много бързо и копае земята с лопата. Винаги готов да служи на всеки. Валя лесно се подвежда, той е много лековерен и наивен. Първа поява - 100 епизод „Музей“.
- Русалка е русалка, единственият герой в анимационния сериал, за чиято роля са използвани модели на главните герои. Появи се веднъж в епизод 206 „Русалка“ в сън в Кеша.

## Създатели
- Автори на идеята са Вадим Воля и Евгени Головин
- Режисьори на епизоди: Алексей Миронов, Вера Мякишева, Артур Толстобров, Алексей Игнатов, Леонид Шмелков, Алексей Минченок, Андрей Колпин, Сергей Братерски, Екатерина Полякова, София Кравцова, Антон Ланшаков, Владимир Ли, Полина Грекова, Филипп Ярин, Ирина Кулигина, Михаил Гавриленко, Наталия Чистякова, Мария Бистрова, Надежда Карпичева, Рафаел Тер-Саргсян, Михаил Медведев, Мария Коршунова, Уляна Ена, Константин Муравьов
- Сценаристи: Евгени Головин, Мария Парфьонова, Олег Козирев, Леонид Каганов, Андрей Зайцев, Владимир Сахновски, Светлана Малашина, Антон Ланшаков, Станислав Михайлов, Алексей Михалченко, Елена Ананиева, Юлия Иванова, Олег Веселов, Анастасия Бобилева, Олег Берков-Синюков, Алексей Кобзисти, Мария Иванова-Мзокова, Анастасия Соколова, Уляна Волина, Наталия Селиванова, Елена Юртаева, Владимир Толкачиков, Олга Санина, Валерия Блезнякова, Олга Пусева, Марина Дадиченко, Вадим Сотников, Натела Рехвиашвили, Елена Дронова, Владимир Максимушкин, Алина Кривоспицкая, Вера Мякишева
- Продуктови дизайнери: Полина Грекова (епизоди 1 – 58 и 72), Станислав Метелски (епизоди 59 – 71, 73), Юлия Подкопникова, Полина Пономарьова, Татяна Постникова
- Композитори: Сергей Боголюбски, Дария Ставрович
- Подреждане: Александр Силкин (25 епизод)
- Звукорежисьори на дублаж: Иннокентий Седов, Николай Яковлев, Марк Лебедев
- Монтаж: Вера Мякишева (21 епизод), Максим Максимов, Яна Мартиненко
- Продуценти: Евгени Головин, Вадим Воля, Татяна Циварева, Антон Сметанкин, Наталия Козлова

## В ролите
- Кеша (Инокентий): Наталия Медведева
- Тучка (Тученце): Полина Кутепова
- Лисица: Дария Мазанова (епизоди 11 – 182)
- Камила Валиулина (от епизод 183)

- Саня и Соня: Дария Кузнецова
- Валя: Диомид Виноградов
- Русалка: Кристина Гавриш (епизод 206)

## Епизоди
| Номер на сезона | Партидно количество   | Премиерна дата   | Крайна дата                |
| --------------- | --------------------- | ---------------- | -------------------------- |
| 1               | всеки сезон епизод 26 | 21 март 2015 г.  | 2016 г.                    |
| 2               | всеки сезон епизод 26 | декември 2015 г. | 2016 г.                    |
| 3               | всеки сезон епизод 26 | 2016 г.          | 18 март 2017 г.            |
| 4               | всеки сезон епизод 26 | 2017 г.          | 2017 г.                    |
| 5               | всеки сезон епизод 26 | 1 май 2018 г.    | 2019 г.                    |
| 6               | всеки сезон епизод 26 | 2019 г.          | 2019 г.                    |
| 7               | всеки сезон епизод 26 | 2019 г.          | 14 юли 2020 г.             |
| 8               | всеки сезон епизод 26 | август 2020 г.   | 2021 г.                    |
| 9               | всеки сезон епизод 26 | 2021 г.          | 2022 (търся), 2023 (друго) |

## Спин-оф
През 18 ноември 2023 г. излиза спин-оф за деца „Ме-ме-мечета. Новите приключения“.

## Награди
- 2016 - XXI Открит фестивал на руския анимационен филм („Суздал 2016“): Награда в категорията „Най-добър сериал“ – Алексей Миронов за епизода „Най-доброто място на света“ от проекта „Ме-ме-мечета“.[1].
- 2016 г. - X Голям фестивал на анимационните филми въз основа на резултатите от гласуването на публиката „Сутрин на сериали с какао и кифла“: 1-во място (награда и диплома) - „Ме-Ме-Мечета. Пиле и динозаври“, реж. Алексей Миронов.